# گربه چکمه‌پوش (فیلم ۱۹۶۹)
دنیای شگفت‌انگیز گربه چکمه‌پوش (به انگلیسی: The Wonderful World of Puss 'n Boots) یا گربه چکمه‌پوش یک فیلم سل انیمیشن موزیکال اکشن و کمدی ژاپنی محصول ۱۹۶۹ است که توسط توئی انیمیشن تولید شده و دومین فیلم به کارگردانی Kimio Yabuki است. فیلم نامه و شعر آن، نوشته شده توسط هیشاشی اینه و مورییسا یاماموتو،  بر پایه داستان افسانه ای ادبیات اروپا به همین نام توسط شارل پرو ساخته شده‌است. فیلم با عناصر ماجراجویی و حیوانات خنده دار، و بسیاری از حیوانات انسان تنا دیگر (کمونو به ژاپنی) گسترش یافته‌است.
این فیلم در ژاپن در تاریخ ۱۸ مارس ۱۹۶۹ اکران شد.
این فیلم مستقیماً توسط تلویزیون آمریکن اینترنشنال پیکچرز در ایالات متحده به تلویزیون منتشر شد.

## بازتاب‌ها
این فیلم در فهرست ۱۵۰ فیلم انیمیشن و مجموعه برتر در تمام دوران‌ها که توسط یک جشنواره انیمیشن توکیو در سال ۲۰۰۳ جمع شده، در جایگاه ۵۸ قرار گرفت.
اکران مجدد فیلم در سال ۱۹۹۸ درآمد توزیع ۲۰۰ میلیون ین را در گیشه ژاپن به دست آورد.